# Енергија нулте тачке
Енергија нулте тачке је у квантној механици најнижа могућа енергија система, уобичајено се назива основно стање. Енергију нулте тачке можемо посматрати за атом, субатомске честице али и за вакуум, односно део простора у коме постоји само вакуум. Према класичној механици све честице поседују енергију и она се састоји од потенцијалне енергије и кинетичке енергије. Температура је физичка величина везана уз брзину кретања честица што је кинетичка енергије, односно под микроскопом се може видети као хаотично Брауново кретање. Како се температура приближава апсолутној нули, можемо замислити честице које се умирују и приближавају стању апсолутног мировања. 
Међутим, кинетичка енергија односно кретање честица не нестаје чак ни при најнижој могућој температури. Ово је последица Хајзенберговог принципа неодређености. Овај принцип тврди да је немогуће потпуно тачно одредити истовремено и положај и брзину честице. Уколико би на температури апсолутне нуле честица стала у месту знала би се истовремено и њена брзина и положај што није могуће. Зато постоје квантне флуктуације чак и при апсолутној нули. Практично, ово је разлог зашто течни хелијум на обичном притиску није могуће довести у чврсто стање.
Узимајући у обзир познату Ајнштајнову једначину E = mc2 произилази да свакој тачки у простору где постоји енергија одговара честица извесне масе. 
Концепт енергије нулте тачке потиче од немачког научника Макс Планка из 1911. године као исправка првобитном концепту основног стања који је изложио у првом свом раду о квантној теорији из 1900. године.